# 검마 판타지
검마물(Sword and sorcery)은 판타지의 하위장르다. 검을 휘두르는 영웅이 폭력적이고 장쾌한 모험을 하는 내용이다. 하이 판타지와 달리 세계의 운명을 건 거대담론보다 주인공 개인의 무력과 출세에 집중한다. 영웅 판타지와 상당부분 겹친다.
검마물이라는 용어는 1961년 미국 작가 프리츠 라이버가 잡지 『암라』(Amra) 지면상에서 이루어진 마이클 무어콕과의 서신교환에서 로버트 E. 하워드의 판타지 모험물을 뭐라고 불러야 할지 이야기하다가 처음 고안했다.